# New England Patriots
New England Patriots je profesionální klub amerického fotbalu, který sídlí ve Foxborough ve státě Massachusetts. V současné době je členem East Division (Východní divize) American Football Conference (AFC, Americké fotbalové konference) National Football League (NFL, Národní fotbalové ligy). Klub si změnil své jméno z původního Boston Patriots po přesídlení do Foxborough v roce 1971, i když je Foxborough předměstí Bostonu vzdálené 35 kilometrů.
Patriots byli zakládajícím členem AFL a v roce 1970 se připojili k NFL po sloučení těchto lig. Do roku 1985 postoupili do play-off čtyřikrát bez valného úspěchu, v tomto roce se poprvé probojovali do Super Bowlu, ve kterém podlehli Chicagu Bears 10:46. Další účast Super Bowlu si připsali v roce 1996, ale prohráli s Green Bay Packers 21:35.
Mezi roky 2001 až 2005 se Patriots stali druhým týmem v historii NFL (po Dallas Cowboys), který vyhrál tři Super Bowly během čtyři let (2001, 2003, 2004), a osmým, který titul obhájil. V roce 2007 New England zvítězil v prvních osmnácti zápasech sezóny, ale ve finále byl poražen New York Giants 14:17, jediný krok od perfektní sezóny. Pod quarterbackem Tomem Bradym a hlavním trenérem Billem Belichickem zaznamenali Patriots také nejdelší vítěznou sérii, která čítala 21 zápasů základní části i play-off od října 2003 do října 2004.

## Hráči

### Členové Síně slávy profesionálního fotbalu

#### Hráči
- 73: John Hannah
- 85: Nick Buoniconti
- 20: Gino Cappelletti
- 89: Bob Dee
- 79: Jim Lee Hunt
- 57: Steve Nelson
- 15: Vito Parilli
- 40: Mike Haynes
- 14: Steve Grogan
- 56: Andre Tippett
- 78: Bruce Armstrong
- 86: Stanley Morgan
- 87: Ben Coates
- 78: Jim Nance
- 39: Sam Cunningham
- 11: Drew Bledsoe
- 56: Jon Morris
- 80: Troy Brown
- 54: Tedy Bruschi
- 26: Ty Law
- 55: Willie McGinest
- 65: Houston Antwine
- 33: Kevin Faulk
- 26: Raymond Clayborn
- 72: Matt Light
- 37: Rodney Harrison
- 70: Leon Gray

#### Funkcionáři
- Billy Sullivan - zakladatel a majitel
- Gil Santos - komentátor

### Vyřazená čísla
- 73: John Hannah
- 20: Gino Cappelletti
- 89: Bob Dee
- 79: Jim Lee Hunt
- 57: Steve Nelson
- 40: Mike Haynes
- 78: Bruce Armstrong
- 17: Antonio Brown

### Draft
Hráči draftovaní v prvním kole za posledních deset sezón:
| Rok  | Pořadí | Jméno hráče                     | Pozice                        | Univerzita                                |
| 2010 | 27     | Devin McCourty                  | Free Safety                   | Rutgers University                        |
| 2011 | 17     | Nate Solder                     | Offensive tackle              | University of Colorado Boulder            |
| 2012 | 21 25  | Chandler Jones Dont'a Hightower | Defensive end Linebacker      | Syracuse University University of Alabama |
| 2013 |        | nikdo                           |                               |                                           |
| 2014 | 29     | Dominique Easley                | Defensive tackle              | University of Florida                     |
| 2015 | 32     | Malcolm Brown                   | Defensive tackle              | University of Texas at Austin             |
| 2016 |        | nikdo                           |                               |                                           |
| 2017 |        | nikdo                           |                               |                                           |
| 2018 | 23 31  | Isaiah Wynn Sony Michel         | Offensive tackle Running back | University of Georgia                     |
| 2019 | 32     | N'Keal Harry                    | Wide receiver                 | Arizona State University                  |